# Ouratea macrocarpa
Ouratea macrocarpa är en tvåhjärtbladig växtart som beskrevs av C. Sastre. Ouratea macrocarpa ingår i släktet Ouratea och familjen Ochnaceae. Inga underarter finns listade i Catalogue of Life.